# 日本ウェイクボード協会
一般社団法人日本ウェイクボード協会（にほんうぇいくぼーどきょうかい）は、日本におけるウェイクボードを統括する業界団体、国内競技連盟であり、世界ウェイクボード協会、アジアウェイクボード協会に加盟している。1995年には有限責任中間法人日本ウェイクボード協会として出発した。本部を東京都中央区におく。

## 沿革
- 1993年 - 日本ウェイクボード連盟（JWF）設立
- 1995年 - 世界ウェイクボード協会（WWA）加盟と共に日本ウェイクボード協会（JWBA）に改める

## 大会
- WAKEBOARD WORLD SERIES  J-ROUND “NISSAN X-TRAIL CUP”  in お台場
- 全日本選手権大会